# Дроботюк Борис Іванович

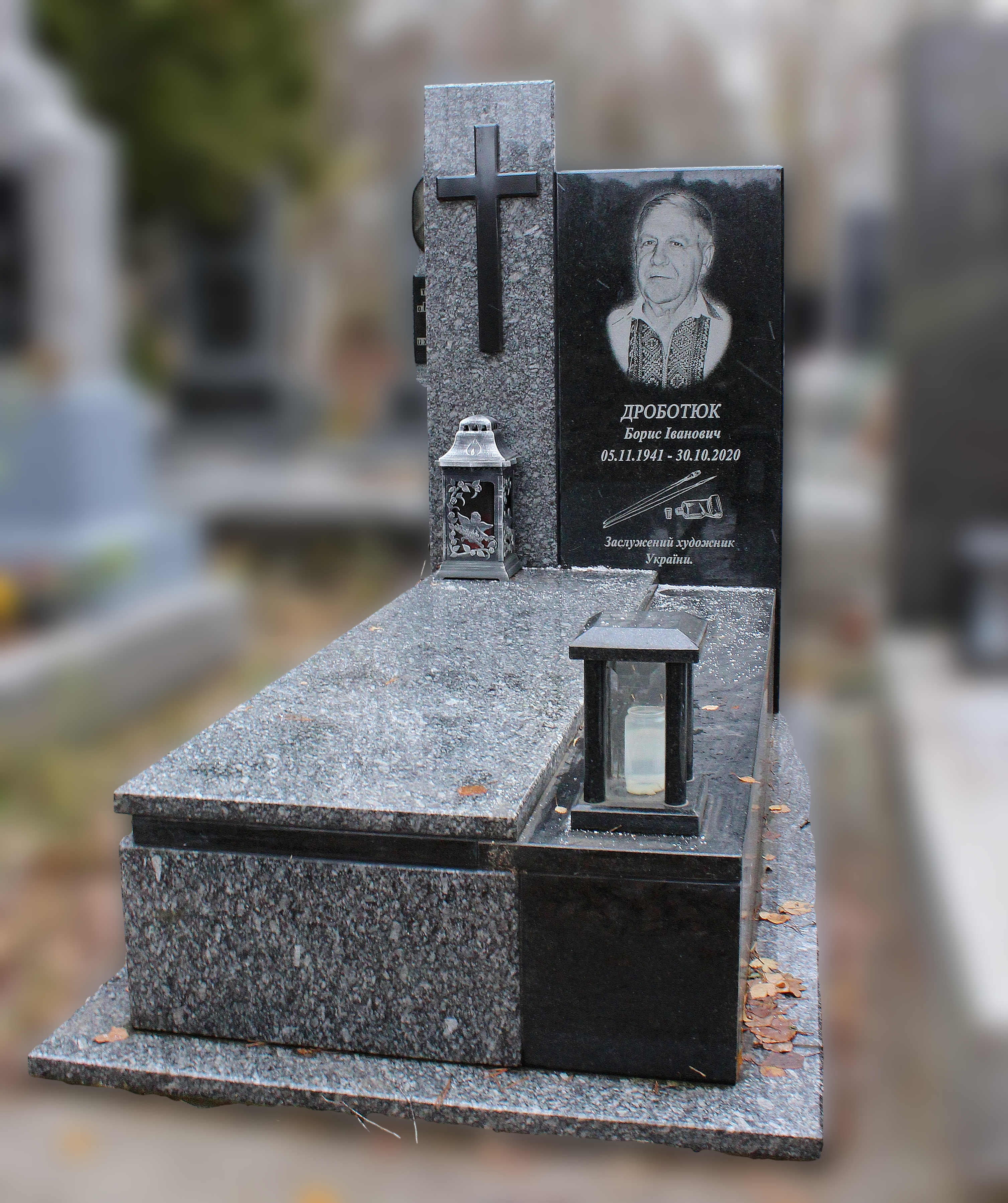
Надгробок на могилі Бориса Дроботюка

Бори́с Іва́нович Дроботю́к (5 листопада 1941, Старий Вишнівець, нині Кременецького району Тернопільської області — 30 жовтня 2020, Львів) — український графік і живописець, член Національної спілки художників України, Заслужений художник України.

## Життєпис
Народився 5 листопада 1941 року в с. Старому Вишнівці Збаразького району Тернопільської області. Вишнівецьку середню школу закінчив у 1960 році. У 1969 році закінчив Вижнецьке художнє училище (вчителі Степан Вархола, Анатолій Скиба), у 1977 році закінчив Львівський державний інститут прикладного та декоративного мистецтва (вчителі М. Яців, В. Борисенко, В. Овсійчук, Е. Мисько). Дипломант обласної премії імені Івана Труша (2007 р.) Працював в галузі станкової графіки, екслібрису та малярства. Учасник обласних, всеукраїнських та міжнародних виставок. Член Національної спілки художників України з 1982 року. Нагороджений медаллю, дипломами вітчизняних і міжнародних виставок. Помер 30 жовтня 2020 року у Львові від захворювання на COVID-19, та похований на Голосківському цвинтарі (поле № 8).
15 липня 2022 року у виставковій залі замку м. Збараж відбулося відкриття виставки заслуженого художника України, уродженця Тернопільщини Бориса Дроботюка.

## Нагороди
- Заслужений художник України (22 червня 2020) — за значний особистий внесок у державне будівництво, зміцнення національної безпеки, соціально-економічний, науково-технічний, культурно-освітній розвиток Української держави, вагомі трудові досягнення, багаторічну сумлінну працю[2].
- Дипломант обласної премії імені Івана Труша (за творчі роботи виконані протягом 2005—2007 років) — Обласна премія в галузі культури, літератури, мистецтва, журналістики та архітектури з номінації «Образотворче мистецтво».
- Медаль за участь в Міжнародній виставці «Сатира в боротьбі за мир» (Москва, 1983).
- Лауреат Міжнародного конкурсу книжкового знака «Леся Українка та родина Косачів в екслібрисі» (2003, с. Колодяжне).

## Кар'єра
- Викладач у Львівському художньому училищі (1978);
- у графічній майстерні при Львівській організації СХУ (1979–91);
- на Львівському Лікеро-горілчаному заводі (з 17.05.1971)